# Бабаї
Бабаї́  (у минулому — Архангельське) — селище Харківського району Харківської області України. Населення — 6,9 тисяч осіб (1959), 7,3 тисяч осіб (2001), 6,7 тисяч осіб (2018). З 2020 року у складі Височанської селищної громади.

## Географічне розташування
Селище Бабаї знаходиться на правому березі річки Уда, вище за течією примикає смт Покотилівка, нижче за течією на відстані 2 км розташоване смт Хорошеве, на протилежному березі — місто Харків. До селища примикає село Затишне. Поруч проходять автомобільна дорога М18 (Харківська окружна дорога, E105) і залізниця Харків — Красноград, на якій розташована станція Покотилівка. До селища примикає дубовий ліс.
В самому центрі селища протікає річка Ставицька.

## Походження назви
Назва утворена, словотворчим засобом флексії множини, від прізвища «Бабай» одного з родів росіян. Одним із них був московський військовий — «боярський син» Федір Климентійович Бабай. Цікаво, що всіх росіян, у тому числі й Бабаїв, було виселено з села, але назва лишилася.
І в наш час піднімається питання про перейменування російської назви селища на нову

## Історичні відомості

Бабаї на мапі 1783 року

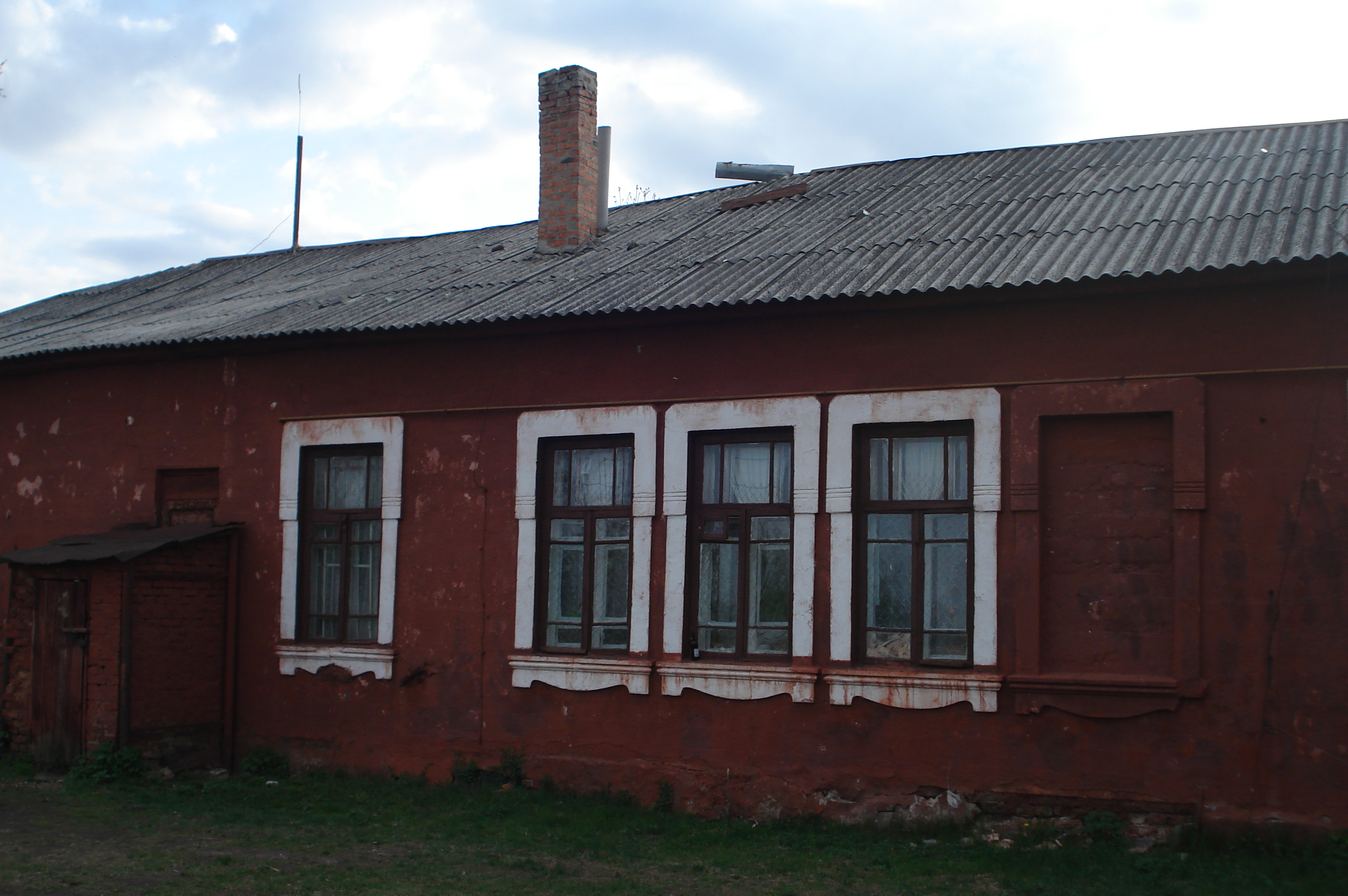
Приміщення старої школи

Перша згадка про це поселення в писемних джерелах датується 1647 роком. Хоч довгий час панувала версія про 1643 рік, але ця дата виявилася друкарською помилкою в документі. Тоді ж на землях біля річки Уди, відведених за указом царя Олексія Михайловича, поселяються росіяни — чугуївські боярські діти, з-поміж яких був Федір Клементійович Бабай. Початково це поселення було селом росіян, але пізніше їх звідти було виселено, і Бабаї стало селом українців, які належали козацькому полковнику Григорію Донцю та його нащадкам.
1650 року побудований перший храм Архангела Михаїла (не зберігся). Село також називалося Архангельським на честь храму.
Від 50-х років 17 століття входило до Харківського полку.
Під час гайдамацького руху 50-70-х років 18 століття місцеві жителі підтримали козацько-селянські загони, що діяли біля Бабаїв.
У 1774 році у бабаївського священика Я. Правицького деякий час жив письменник і філософ Григорій Сковорода (тут він закінчив писати свої «Байки Харківські»). Неподалік у Бабаївському лісі розташоване джерело, назване на честь Сковороди.
За даними на 1864 рік у казенному селі Харківського повіту, мешкало 1129 осіб (552 чоловічої статі та 577 — жіночої), налічувалось 166 дворових господарств, існували православна церква, школа, винокурний, пивоварний, цегельний, овчинний та лісопильний заводи.
Станом на 1914 рік село було центром Бабаївської волості, кількість мешканців зросла до 3370 осіб.
Статус селища міського типу надано 1938 року.

## Населення

### Мова
Розподіл населення за рідною мовою за даними перепису 2001 року:
| Мова            | Кількість | Відсоток |
| --------------- | --------- | -------- |
| українська      | 4560      | 62.43 %  |
| російська       | 2712      | 37.13 %  |
| білоруська      | 7         | 0.10 %   |
| вірменська      | 7         | 0.10 %   |
| румунська       | 1         | 0.01 %   |
| єврейська       | 1         | 0.01 %   |
| інші/не вказали | 16        | 0.22 %   |
| Усього          | 7304      | 100 %    |

## Промисловість
У селі за радянської влади були побудовані: авторемонтний завод, промислова артіль (промартіль), господарство радгоспу.

## Пам'ятники
- Пам'ятник Григорію Сковороді (Бабаї)

## Пам'ятки
- Джерело ім. Г. С. Сковороди — гідрологічна пам'ятка природи місцевого значення.
- Будинок, у якому жив Г. С. Сковорода (Бабаї) (маєток Щербініна, флігель, колишній будинок священика Я. Правицького) — пам'ятка історії та культури Слобожанщини (йому понад 200 років). Історики припускають, що тут зупинявся рідний брат Пушкіна Лев Сергійович, друг поета барон Дельвіг і навіть сам Олександр Сергійович. Довгий час в цьому будинку жив Григорій Сковорода, тут він написав свої «Байки харківські»[10]. На 2021 рік споруда перебуває в напівзруйнованому стані. Волонтери й місцеві мешканці домагаються реставрації будівлі і надання статусу національної пам'ятки. На відновлення споруди з обласного бюджету кошти виділялися, але місцева влада не встигла їх реалізувати, і вони повернулися в обласний бюджет[11].

## Соціальна сфера
Середня школа. Протягом 1964—1967 років у цій школі працював вчителем біології та хімії відомий український зоолог Альфред Дулицький.

## Персоналії
- У Бабаях зберігся будинок, у якому деякий час проживав видатний український філософ, поет, демократ, гуманіст і просвітитель Григорій Сковорода[10].
- У 1890 році село відвідав відомий американський мандрівник Томас Стівенс, про що написав у книзі «Через Росію на мустангу» (англ. Through Russia on a Mustang).[12]
- Бондаренко Олександр Степанович (1893—1941) — радянський науковець, віце-президент ВАСГНІЛ.[13]
- Воронченко Ігор Олександрович (нар. 22 серпня 1964) — віце-адмірал Військово-Морських Сил ЗС України. Командувач ВМС України (з 2016).
- Мойсеєнко Варфоломій Явтухович (24 серпня 1894 — † 12 січня 1962) — підполковник Армії УНР.[14]
- Клавдія Шульженко (11(24) березня 1906 — †17 червня 1984)[15]: за 2 км від Бабаїв у бік залізниці (ст. Покотилівка) зберігся (?, напевно був у 1964-66 роках) будинок, де жила Клавдія Шульженко, і потім там жила її рідня.
- Катерина Монзуль — українська футбольна арбітриня. Перша жінка-арбітр в Україні, яка потрапила в елітну категорію арбітрів та арбітринь ФІФА та перша арбітриня, яка обслуговувала матчі прем'єр-ліги України.